# Brita Horn (1745–1791)

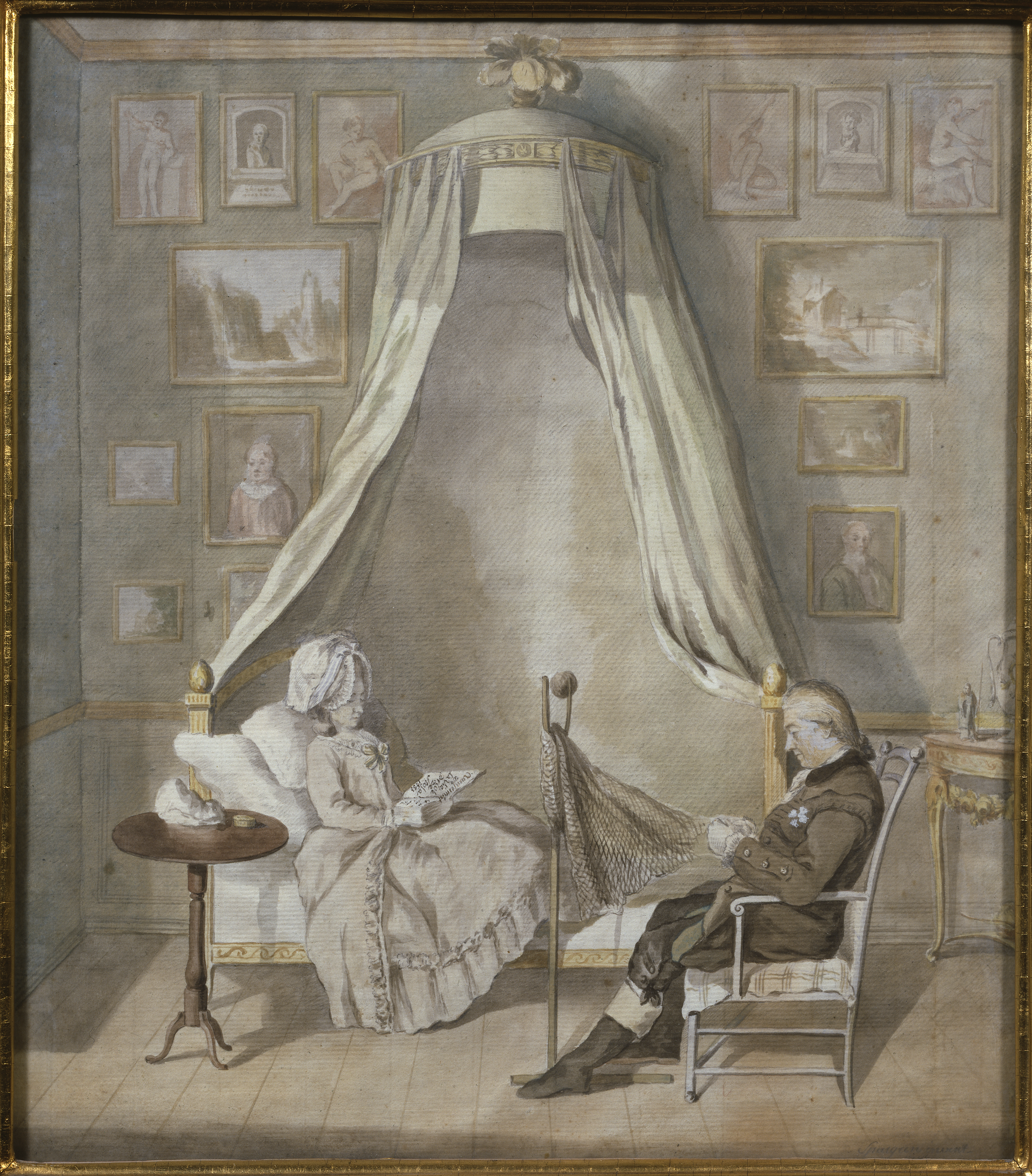
Brita Horn och Claes Julius Ekeblad. Målning från 1783 av Lorentz Svensson Sparrgren.

Brita Margaretha Horn, född 1745, död 13 mars 1791, var en svensk hovfunktionär. Hon är känd för sin under samtiden uppmärksammade kärleksrelationen med hertig Karl. Relationen fick politiska konsekvenser, då Karls önskan att gifta sig med henne utnyttjades av Hattarna och Mössorna under partistriderna i riksdagen i slutet av frihetstiden. Hon var hovfröken hos Lovisa Ulrika från 1764 till 1775.  

## Tidigt liv
Brita Horn var dotter till riksråd greve Adam Horn af Ekebyholm och Anna Katarina Meijerfelt och syster till generalmajor Johan Gustaf Horn. Hennes far var hovfunktionär och aktiv i politiken inom Mössornas parti. Hennes mor var psykiskt sjuk och levde hos sin familj, släkten Meijerfelt, och fadern försökte länge förgäves få skilsmässa. Vid mormoderns död 1771 fick Brita dennas juveler direkt, på grund av moderns sjukdom.

## Hovfunktionär
Brita Horn blev i december 1764 hovfröken hos Lovisa Ulrika. Vid hovet blev Horn snart allmänt omtalad som föremål för prins Karls förälskelse. I februari skrev Karls nära vän Claes Julius Ekeblad: "Man antager på goda grunder, att prinsen är kär i fröken Horn. Det är också en böjelse, värdig en furste."
Ekeblad beskriver Horn som en melankolisk och dygdig neurotiker och skrev: "hon äger en mäktig trånsjuka och ett pryderi, som förlamar; man vet aldrig, om ens ord behaga henne, ty det behöfves nästan intet för att stöta henne." Karls uppvaktning av Horn varade i flera år och ägde rum parallellt med hans bror prins Fredriks uppvaktning av Ulla von Fersen. 
Memoarförfattaren Adolf Ludvig Hamilton beskrev 1767 prinsarnas "menlösa kärlek till hovfröknarna Brita Horn och Ulrika Fersen. Prins Carls vänskap för den förstnämnda, prins Fredriks för fröken Fersen var lämpad efter båda fruntimmernas olika karaktär. Fröken Horn var blond, ärbar, ömsom kall, ömsom öm. Hon hade sånär bragt sin influence till passion. Fröken Fersen, lustig, glad, munter, kapriciös, ansåg hela underhandlingen för ett litet tidsfördriv, som smickrade hennes egenkärlek, och lät dävid bero." 
Under hovets vistelse på Drottningholm beskrivs några timmar på Kina slott: "I en vrå talade drottningen politik, konungen i en annan om hö- och havrepris med sin stallmästare, kronprinsen om moder och Frankrike med grevinnan Ribbing (född Löwen). Prins Fredrik smådisputerade med sin skönhet (Ulla Fersen), prins Carl stod träget bredvid sin (Brita Horn), men teg. Kronprinsessan småtrampade, leddes - resten av hovet gäspade eller sov." Förbindelsen antas i båda fallen aldrig ha fullbordats sexuellt. 
Karl beskrev i sina brev till Ekeblad, som agerade mellanhand: "Vilken tillfredsställelse kan man ej känna i sällskap med en kvinna, som på en gång ger intryck av älskarinna och vän!", och nämner hur hon informerar honom om opinionen kring honom och ger honom råd om hur han ska agera.  
Eftersom Brita Horns far var en känd mösspartist upptogs Karls förälskelse med särskilt ogillande hos Lovisa Ulrika, som 1766 nekade en inbjudan från Horns far för kungafamiljens räkning till ära för kronprinsens giftermål med hänvisning till den danska hovsorgen, något som betraktades som en undanflykt. När Horn sedan inbjöd hovdamerna, vägrade Lovisa Ulrika att ge sitt tillstånd förrän överhovmästarinnan hade hotat med att säga att hon skulle uppfatta det som ett tecken på kunglig onåd om de inte fick gå.  
Båda par utväxlade ringar och äktenskapslöften. I båda fallen var kungahuset emot äktenskapen. I Fredriks fall var även hans tilltänktas familj emot äktenskapet. Däremot var Horns familj villiga att gå med på ett giftermål, och Karls uppvaktning av andra partners, som Elisabeth von Rosen och Sophie von Fersen, avböjdes med hänvisning till att han var bunden på annat håll. Under   1769 års riksdag fick prinsarnas förälskelser politisk betydelse. Mössorna med stöd av familjen Horn lovade att utverka riksdagens godkännande till ett giftermål mellan Brita Horn och prins Karl mot Karls stöd för deras parti. Som ett motdrag erbjöd Hattarna familjen von Fersen att utverka riksdagens stöd till ett äktenskap mellan prins Fredrik och Ulla von Fersen, men det förslaget avböjdes av den ovilliga familjen von Fersen. Båda kärleksförbindelser avslutades år 1770. Detta år såg familjen Fersen till att Ulla von Fersen blev gift; och efter att ha nekats tillstånd att gifta sig med Horn av både sin mor och storebror, sändes Karl på en utlandsresa, och vid hans återkomst året därpå inleddes hans förälskelse i Augusta von Fersen. Själv ingick Brita Horn bland dem som följde Lovisa Ulrika till Berlin 1771-1772.

## Senare liv
Brita Horn hade under åren under sin kärleksförbindelse med Karl avvisat minst tre friare, bland dem friherre Johan Jakob De Geer på Finspång. 1774 förlovade hon sig med greve Claes Julius Ekeblad. Giftermålet ägde rum 6 maj 1775 på Fredrikshof i Stockholm enligt alla ritualer brukliga för en hovfrökens giftermål: bruden kläddes av hovfröknarna, bar drottningens juveler och fick sin brudkrona placerad på huvudet av denna, varpå hon serverades diné av betjäningen innan hon leddes till bröllopet i förmaket av drottningen medan brudgummen leddes av kungen. Efter vigseln tackade brudparet gästerna för deras närvaro, följd av bröllopsmiddag med brudparet på hedersplatsen, fackeldans och brudens utdelande av sin krona med förbundna ögon, innan paret ledsagades hem. 
Äktenskapet var omtalat som ett kärleksäktenskap grundat på ömsesidig förälskelse, något som på den tiden inte var någon självklarhet, särskilt inte i denna samhällsklass, och som därför uppmärksammades och omtalades och sågs som något kontroversiellt vid hovet. I ett brev skrev Ekeblad: "Min enkla föreställning om lyckan är att få älska och vara älskad av dig. Må hopen tänka vad den vill om den saken, jag har andra begrepp än hopen": han uppgav att han föraktade hovets dekadenta moral, och bad sju år efter bröllopet om hennes hår för att göra ett smycke av, något som då inte alls var modernt. Hon svarade då: "Min söta Claes, vad vill du göra med mitt hår? Alla människor du bon ton skrattar ju och gör narr av dig att bära en ring av din hustrus hår. Om det än vor blandat med några av de andra sköna damernas, så kunde det ej vara så ridicult, men tig med det så ingn får veta det, ty ananrs vill di aldrig hava dig till Stockholm mer, sedan du gjort en sådan sottis. Ehuru jag ej har mer hår än jag kan behöva, är det mig så kärt, att du vill bärat, att jag ej kan neka det, om jag ock skulle bli skallig."
Efter giftermålet bosatte sig Horn hos sin svärmor Eva Ekeblad på de två egendomarna Stola och Mariedal, som maken ärvt av sin far 1771, medan Ekeblad på grund av sin hovtjänst blev kvar vid hovet. Paret brevväxlade därför, och deras brevväxling bands in i två band av maken som bevis på deras kärlek. Äktenskapet beskrivs som lyckligt men barnlöst. 
Horn besökte Stockholm och hovet endast två gånger, 1776 och 1778. Brita Horn och hennes svärmor erbjöds upprepade gånger tjänster vid hovet av Gustav III: 1776 och 1778 som statsfru, 1782 som hovmästarinna för hans yngre son, och 1787 som överhovmästarinna, men hon tackade nej. 
1778 avled fadern, och hon såg till att modern flyttades från sin släkt, som vanskötte henne, till brodern. 
Hennes förhållande till svärmodern var först mycket gott. Svärmodern bodde på Mariedal, som hon hade förfoganderätt över till sin död, och överlämnade gradvis skötseln över Stola till Brita, som hon ofta besökte. 1782 försämrades dock relationen mellan Horn och hennes svärmor av ekonomiska skäl: maken hade svårt att betala igen ett lån han fått av modern, och ville också överta hennes gods i utbyte mot ett underhåll, eftersom modern efter faderns död hade misskött affärerna och sålt det Ekebladska huset i Stockholm utan att betala faderns skulder. 
Under makens tid som guvernör i Mariestad bodde hon hos honom på Marieholm, som nyinreddes för henne. Trots att hon själv bett maken att avböja hovtjänster för hennes räkning och uppgavs föredra att bo på landet, klagade hon ofta över tristessen där. Den 13 mars 1791 dränkte hon sig i sjön under "ett anfall av sinnesförvirring".